# Гай Юлій Юл (військовий трибун з консульською владою 408 року до н. е.)
Гай Юлій Юл (лат. Caius Iulius Iullus; ? — 393 до н. е.) — політичний та військовий діяч Римської республіки, військовий трибун з консульською владою (консулярний трибун) 408 та 405 років до н. е.

## Життєпис
Походив з патриціанського роду Юліїв. Син Спурія Юлія Юла, онук Вопіска Юлія Юла, консула 473 року до н. е.
408 року до н. е. його було обрано військовим трибуном з консульською владою. Разом із колегами, Публієм Корнелієм Коссом і Гаєм Сервілієм Структом Агалою, довго і різко заперечував проти рішення сенату призначити диктатора для війни з вольсками і еквами, але не зміг цьому перешкодити.
Повторно його було обрано військовим трибуном з консульською владою у 405 році до н. е. Разом з колегами почав облогу Вейї.
Його було обрано цензором на 393 рік до н. е., але він швидко помер на посаді під час якоїсь епідемії. Через це вперше і востаннє в історії Стародавнього Риму було запроваджено посаду цензора-суффекта, аби замінити померлого на посаді, яку обійняв Марк Корнелій Малугінен.

## Родина
- Гай Юлій Юл, диктатор 352 року до н. е.